# Komsomolskiy Peak
Komsomolskiy Peak är en bergstopp i Antarktis. Den ligger i Östantarktis. Australien gör anspråk på området. Toppen på Komsomolskiy Peak är 2 352 meter över havet.
Terrängen runt Komsomolskiy Peak är en högslätt. Trakten är obefolkad. Det finns inga samhällen i närheten.